# らぐぅんぶるぅ
らぐぅんぶるぅは日本の女性グループ。2012年（平成24年）11月に活動を開始した沖縄生まれのご当地アイドルユニットである。「紅いもタルト」「ブルーシール」「ゆいレール」「オキハムタコライス」など沖縄のCMを歌うCMソングアイドル。プロデュースは「鉄骨飲料」「裸の王様」など手がけた村上明彦。

## 概要
2011年（平成23年）、「らぐぅんプロジェクト」から第一号アイドルとして「らぐぅん」がロマーシア、あいさ、まりなの3名で結成された。その後、2012年（平成24年）11月4日に新メンバーとして発表された、りほ、あやの二名で「らぐぅん」の妹分ユニットとして活動を開始したのが「らぐぅんぶるぅ」である。正式な結成年月日は「らぐぅん」初期メンバー全員が卒業した後、「らぐぅんぶるぅ」に新メンバーまいこが加入した2013年（平成25年）3月18日とされている。
ラグーン（Lagoon）は日本語で、礁湖（珊瑚礁の入り江）の意。沖縄県内の企業、団体、商品のイメージソングを中心に活動している。2014年に読谷村の観光親善大使に任命され、村のキャンペーンソングをリリースしている。

2015年上半期、下半期、2016年上半期の3期連続で「日本ご当地アイドル活性協会が選ぶアイドルセレクト10」に選出されている。

## メンバーの変遷
2011年
- ロマーシア、あいさ、まりな、の3人で「らぐぅん」が結成される[4]。

2012年
- 8月10日、りほが加入[11]。
- 10月17日、あやが加入[12]。また、「らぐぅん」の妹分として、りほとあやの2人で「らぐぅんぶるぅ」が結成された[4]。

2013年
- 1月31日、ロマーシア、あいさ、まりな「らぐぅん」の3人が卒業[13]。
- 3月18日、まいこが加入[14]。

2015年
- 2月1日、じゅん加入[15]。

2016年
- 3月1日、りほ、あや、まいこ、の3月末日をもっての卒業と新メンバー、いおん、あおい、ももみ（我妻桃実（ハコイリ♡ムスメ））の4月からの参加を発表[16]。ももみは期間限定兼任メンバーとしてハコイリ♡ムスメとしての活動も継続[17]。
- 5月26日、らぐぅんきっずダンスハウスの生徒から抜選された妹分グループ「らぐぅんてぃだ」が結成され、あおいがリーダーに就任[18]。
- 12月8日、12月末日をもってじゅんといおんが卒業[19]。
- 12月31日、第4シーズンがスタートするまでの間、るかに加え、らぐぅんきっずダンスハウスからみつきともにかがサポートする。

2017年
- 4月3日、るかの卒業と、あさのともにかの2人で第4シーズンをスタートすることを発表。

## メンバー
| 名前   | 生年月日              | 加入年月日   |
| ------ | --------------------- | ------------ |
| じゅん | 1999年8月19日（25歳） | 2015年2月1日 |
| あおい | 2003年5月26日（22歳） | 2016年3月8日 |
| いおん | 2002年3月27日（23歳） | 2016年4月1日 |

## 作品
| #  | 発売日         | CDタイトル                                 | 収録曲 | 備考                                                                                                 |
| -- | -------------- | ------------------------------------------ | --- | --- |
| 1  | 2012年8月26日  | りほスペ（新メンバーりほ参加スペシャル！） | 御菓子御殿紅いもタルトのうた ほっぺにブルーシール ゆいレールが行くよ                                                                                      | らぐぅん“ぺにぷりまんぷるゆいひ〜”より                                                               |
| 2  | 2012年11月3日  | おかしくってわらっちゃえ！                 | おかしくってわらっちゃえ！ | りほ、あや2人ヴァージョン                                                                            |
| 3  | 2013年4月18日  | おかしくってわらっちゃえ！                 | おかしくってわらっちゃえ！ おかしくってわらっちゃえ！（メロ入りインスト・ヴァージョン）                                                                   | りほ、あや、まいこ3人バージョン                                                                      |
| 4  | 2013年8月31日  | おかしごてんのレストラン                   | おかしごてんのレストラン | イベント会場限定CD（先着60枚）                                                                       |
| 5  | 2013年10月10日 | おかしごてんのレストラン                   | おかしごてんのレストラン 御菓子御殿紅いもタルトのうた（シングルMix） おかしくってわらっちゃえ！                                                           | |
| 6  | 2013年11月15日 | 風の中のキセキ                             | 風の中のキセキ | |
| 7  | 2014年1月24日  | YOMITAN-SONG（ヨミタンソン）               | YOMITAN-SONG（ヨミタンソン） | |
| 8  | 2014年8月2日   | ほっぺにブルーシール                       | ほっぺにブルーシール | らぐぅんぶるぅヴァージョン                                                                           |
| 9  | 2014年8月2日   | ヤンバリーナジャングリーナ                 | ヤンバリーナジャングリーナ | |
| 10 | 2014年8月2日   | ラララタコライス                           | ラララタコライス | |
| 11 | 2015年3月4日   | 一大告白タイム                             | 一大告白タイム（DDプリンセス・オリジナルヴァージョン） 一大告白タイム（with らぐぅんぶるぅ・ヴァージョン） 一大告白タイム（オフ・ヴォーカルヴァージョン） | ダイコクドラッグ テーマソング DDプリンセス＆らぐぅんぶるぅのコラボCD DVD付（MV＆ダンスレッスン収録） |

### タイアップ
| 曲 名                                               | 備 考                                                          |
| --------------------------------------------------- | -------------------------------------------------------------- |
| 御菓子御殿紅いもタルトのうた                        | CM 御菓子御殿（紅いもタルト）                                  |
| MOON Waltz                                          | 御菓子御殿プリンセスムーン・イメージソング                     |
| らぐぅんのテーマ 〜オーシャンパークで待ってるネ！〜 | 万座オーシャンパーク・テーマソング                             |
| ほっぺにブルーシール                                | CM ブルーシール（アイスクリーム）                              |
| 飛び出せ！ロマーシア                                | 沖縄テレビ放送「ひーぷー☆ホップ/ローマーニュース」テーマソング |
| ゆいレールが行くよ                                  | 沖縄都市モノレール                                             |
| おかしくってわらっちゃえ！                          | ひろしま菓子博テーマソング                                     |
| おかしごてんのレストラン                            | CM おかしごてんのレストラン                                    |
| 風の中のキセキ 〜サンサンポ―島物語〜                | CM ブライダルジュエリー ケイ・ウノ（沖縄上陸編）               |
| YOMITAN-SONG（ヨミタンソン）                        | 「YOM1TANアイがイチバンキャンペーン」のテーマソング            |
| ヤンバリーナジャングリーナ                          | CM やんばる亜熱帯の森                                          |
| ラララタコライス                                    | CM 沖縄ハム総合食品（タコライス）                              |

## 出演

### CM
- 御菓子御殿　おかしごてんのレストラン（2013年2月 - ）
- ケイ・ウノ 沖縄店（2013年）
- フォーモスト ブルーシール株式会社（2014年3月 - ）
- 御菓子御殿　やんばる亜熱帯の森（2014年4月 - ）
- 沖縄県庁　自動車納税（2014年5月 - 2014年6月)
- 沖縄ハム総合食品（オキハム） タコライス（2014年7月 - ）
- 御菓子御殿　沖縄歴史資料館

### テレビ
- 琉神マブヤー1972レジェンド（2012年10月6日 - 2012年12月29日、琉球放送）ヤンバルクイナの妖精クイナ役：りほ - レギュラー
- ひーぷー☆ホップ（2012年8月26日・11月3日、2013年8月17日・2014年6月28日・10月18日、沖縄テレビ）
- ママドル情報ポケット（2013年8月2日・11月7日、琉球放送）
- こきざみぷらす（2013年8月24日 - 、琉球朝日放送）- レギュラー
- アイドル推し増しTV（2013年9月26日・USTREAM TV）
- 第24回 イチャリバチョーデーJAL琉球民謡大会（2014年1月1日・沖縄テレビ）
- ラフピー!（2014年2月14日・3月28日・4月、琉球放送）
- 沖縄BON!!（2014年2月15日・琉球放送）
- ウラマヨ!（2014年5月10日・関西テレビ）
- スパイス（2014年6月28日・琉球朝日放送）
- オキカツ（2014年・琉球放送）
- ママドル情報ポケット（2014年・琉球放送）
- ウチナー紀聞 沖縄のアイドルたち　〜地元に活きる彼女達の青春〜（2014年11月30日・琉球放送）
- 沖縄BON!!（2014年12月13日・琉球放送）
- 第25回 イチャリバチョーデーJAL琉球民謡大会（2015年1月1日・沖縄テレビ）
- とんねるずのみなさんのおかげでした（2015年2月12日・フジテレビ）
- らぐぅんぶるぅダンス教室～おしえて！じゅんちゃん(笑)（2016年12月12日 -、ダンスチャンネル ）[22]- レギュラー

### ラジオ
- いらみなぜんこのほっとホットスタジオ ※沖縄のラジオ初出演 （2013年4月27日・琉球放送）
- イブニングワイドMIX（2013年8月19日・ラジオ沖縄）
- ぴりぱら学園（2013年7月12日・FMオキラジ）
- ゴールデンアワー（2013年7月19日・FM沖縄）
- i☆プロジェクト（2013年8月2日・東京かつしかFM）
- PEACE!（2013年8月2日東京レインボータウンFM）
- 読谷村長新春対談（2014年1月3日・FMよみたん）
- ラジオビンゴ!（2014年1月3日・FMよみたん）
- Radio dub（2014年6月10日・FM沖縄）
- SWISH（2014年6月21日・琉球放送）
- 真夏のSNOW SHOWER in カーゴス・公開生放送（2014年7月19日・琉球放送）
- ハッピーアイランド（2014年8月18日・FM沖縄）
- 漢那邦洋のスポーツフォーカル（2014年8月18日・琉球放送）
- U COOL LAB（2014年9月25日・FM沖縄）
- Island Today（2014年9月29日・ラジオ沖縄）

### インターネット
- 経済産業省・中小企業庁サイト「ものづくり★プライド 注目支援施策を活用した成果事例」 - 沖縄エリア代表として参加（2016年3月）[23]